# Копыл (Воронежская область)
Копыл — село в Эртильском районе Воронежской области России. Административный центр Александровского сельского поселения.

## География
Село находится в северной части Воронежской области, в лесостепной зоне, в пределах Окско-Донской равнины, на левом берегу реки Токай, на расстоянии примерно 23 километров (по прямой) к юго-востоку от города Эртиль, административного центра района. Абсолютная высота — 146 метров над уровнем моря.
Часовой пояс
Село Копыл, как и вся Воронежская область, находится в часовой зоне МСК (московское время). Смещение применяемого времени относительно UTC составляет +3:00.

## Население
| 2000 | 2010 |
| ---- | ---- |
| 682  | ↘537 |

Гендерный состав
По данным Всероссийской переписи населения 2010 года в гендерной структуре населения мужчины составляли 47,3 %, женщины — соответственно 52,7 %.
Национальный состав
Согласно результатам переписи 2002 года, в национальной структуре населения русские составляли 98 %.

## Инфраструктура
В селе функционируют основная общеобразовательная школа, фельдшерско-акушерский пункт, дом культуры, библиотека и отделение Почты России.

## Улицы
Уличная сеть села состоит из 15 улиц и 1 переулка.